# المونیا دو سان جوان
المونیا دو سان جوان (به اسپانیایی: Almunia de San Juan) یک شهرستان در اسپانیا است که در استان هوئسکا واقع شده‌است.